# Núi Istállós-kő

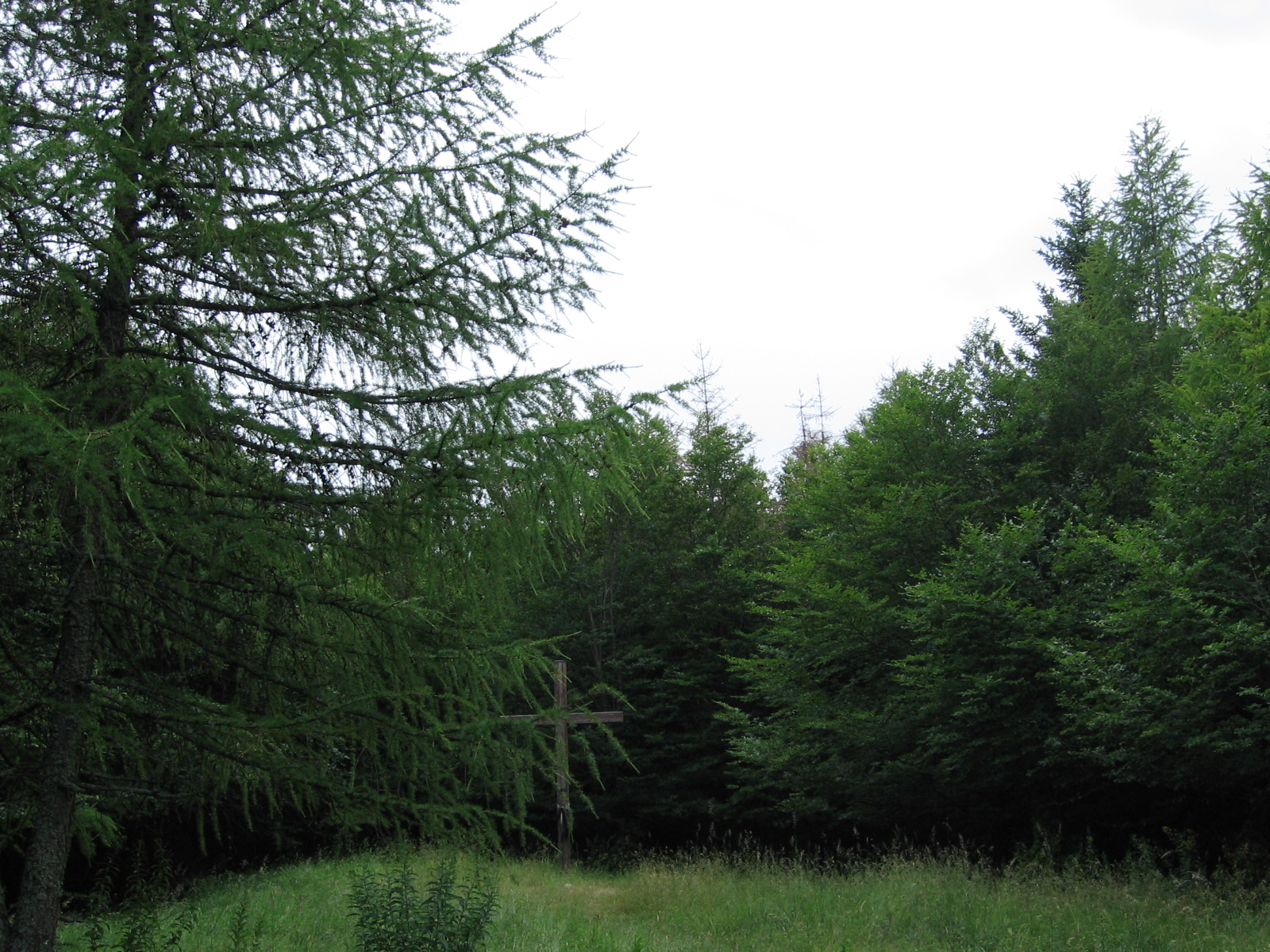
Khung cảnh nhìn từ núi

Istállós-kő (tiếng Hungary: [ˈiʃtaːlloːʃkøː]) là một trong số những ngọn núi nổi tiếng của đất nước Hungary. Với chiều cao 958,1 mét (3.143 ft) so với mực nước biển, đây là đỉnh núi cao thứ hai của dãy núi Bükk và cao thứ sáu trong số những ngọn núi ở Hungary. Trước năm 2014, Istállós-kő xếp ở vị trí đầu tiên trong khu vực về độ cao, nhưng theo các cuộc khảo sát gần đây, vị trí đó thuộc về đỉnh núi Szilvási-kő với độ cao là 960.715 mét (3.151.952 ft).
Bằng cách băng qua một con đường dài vài trăm mét từ thị trấn Szilvásvárad chúng ta có thể dễ dàng tìm thấy một hang động nhỏ nằm bên trong dãy núi.

## Hang động Istállós-kő
Pál Roskó đã là người đầu tiên khám phá ra hang động Istállós-kő, vào năm 1911. Với lịch sử lâu đời 30.000-40.000 năm tuổi, hang động đã trở thành một địa điểm khảo cổ nổi tiếng với những di tích vô cùng phong phú bao gồm xương và ngà của gấu hang và bò rừng Bison latifrons, các công cụ bằng đá và xương, đặc biệt là một lò sưởi thời kỳ đồ đá hiện đang được trưng bày trong Bảo tàng Quốc gia Hungary.
Ottokár Kadić và Mária Mottl lần lượt là những người thứ 2 và thứ 3 khám phá ra hang động Istállós-kő vào năm 1929 và năm 1938; đặc biệt nhà khảo cổ người Hungary László Vértes là người đã lên kế hoạch chi tiết và lãnh đạo cuộc khai phá vào năm 1947. Dựa trên phân tầng lấp đầy và di tích động vật, các nhà khảo cổ học đã khám phá lịch sử của hang động, bên cạnh đó còn xác định tuổi, đặc điểm của các nền văn hóa và cư dân đã từng sống ở đây. Hang động trở thành di tích bảo vệ vào năm 1944 và di tích bảo vệ đặc biệt vào năm 1982.
Cuộc khai quật mới nhất bắt đầu vào năm 2000, do nhà khảo cổ Árpád Ringer dẫn đầu. Tầm quan trọng của hang động nằm ở những phát hiện về 66 loài khác nhau trong Kỷ Băng hà, đây là minh chứng sống động thể hiện rằng hệ động vật nơi đây phong phú nhất trong số các hệ động vật thời kỳ Aurignacia ở châu Âu; đặc biệt ba loài động vật có vú mới và 20 loài chim mới đã được mô tả dựa trên hệ vi động vật của hang động.